# Confrontos entre Bahia e Corinthians no futebol
Os confrontos entre Bahia e Corinthians no futebol constituem um importante confronto interestadual do Brasil. Estas duas equipes já se confrontaram em jogos importantes pelo Campeonato Brasileiro e Copa do Brasil.

## História
O primeiro encontro das duas equipes ocorreu em 27 de setembro de 1936, em um amistoso vencido pelos paulistas pelo placar de 8 a 1, com cinco gols de Teleco no Campo da Graça, em Salvador. Sendo a maior goleada da história deste confronto.
A primeira vitória do Bahia aconteceu no terceiro confronto, vitória por 5 a 2 em 3 de fevereiro de 1938.

### Campeonato Brasileiro
Pelo Brasileirão o Corinthians obteve 24 vitórias, além de 15 empates e 14 vitórias do Bahia. Na Arena Fonte Nova foram 36 jogos, com quinze vitórias do Bahia, treze vitórias do Corinthians e oito empates. No Estádio do Pacaembu foram realizados onze jogos, com cinco vitórias do Corinthians, quatro empates e dois vitórias do Bahia, a equipe paulista marcou dezoito gols e a baiana onze tentos.
O Corinthians ficou nove jogos consecutivos sem perder para o Bahia, de junho de 2011 a junho de 2017. Já o Bahia ficou cinco jogos consecutivos sem perder para o Timão, a sequência foi de outubro de 2000 a novembro de 2003.

### Maiores goleadas
Partidas abaixo listadas com pelo menos quatro gols marcados e três gols de diferença.
- Bahia 1-8 Corinthians, amistoso em 27 de setembro de 1936
- Bahia 5-2 Corinthians, amistoso em 3 de fevereiro de 1938
- Bahia 0-6 Corinthians, amistoso em 5 de junho de 1955
- Corinthians 5-2 Bahia, Campeonato Brasileiro em 31 de março de 1982
- Corinthians 5-1 Bahia, Campeonato Brasileiro em 12 de outubro de 1993
- Corinthians 1-5 Bahia, Campeonato Brasileiro em 24 de novembro de 2023

### Jogos decisivos
Em mata-matas:
- Em 1982, o Corinthians eliminou o Bahia, nas oitavas de final do Campeonato Brasileiro, após empate em 1 a 1 e vitória por 5 a 2
- Em 1990, o Corinthians eliminou o Bahia, na semifinal do Campeonato Brasileiro, após vitória por 2 a 1 e empate em 0 a 0
- Em 2014, o Corinthians eliminou o Bahia, na terceira fase da Copa do Brasil, após vitória por 3 a 0 e derrota por 1x0.[7]

### Maior público
- Bahia 2–0 Corinthians, 67.925, 10 de abril de 1985, Estádio da Fonte Nova, Campeonato Brasileiro.[8]

## Confrontos
| Data                    | Time mandante | Placar | Time visitante | Competição             | Estádio           | Local            |
| 27 de setembro de 1936  | Bahia         | 1-8    | Corinthians    | Amistoso               | Campo da Graça    | Salvador         |
| 4 de outubro de 1936    | Bahia         | 1-2    | Corinthians    | Amistoso               | Campo da Graça    | Salvador         |
| 3 de fevereiro de 1938  | Bahia         | 5-2    | Corinthians    | Amistoso               | Campo da Graça    | Salvador         |
| 18 de novembro de 1945  | Bahia         | 0-1    | Corinthians    | Amistoso               | Campo da Graça    | Salvador         |
| 2 de dezembro de 1945   | Bahia         | 0-1    | Corinthians    | Amistoso               | Campo da Graça    | Salvador         |
| 5 de junho de 1955      | Bahia         | 0-6    | Corinthians    | Amistoso               | Fonte Nova        | Salvador         |
| 9 de junho de 1955      | Bahia         | 2-1    | Corinthians    | Amistoso               | Fonte Nova        | Salvador         |
| 4 de fevereiro de 1958  | Bahia         | 1-3    | Corinthians    | Amistoso               | Fonte Nova        | Salvador         |
| 27 de abril de 1961     | Corinthians   | 2-1    | Bahia          | Amistoso               | Fazendinha        | São Paulo        |
| 31 de janeiro de 1965   | Bahia         | 2-0    | Corinthians    | Amistoso               | Campo da Graça    | Salvador         |
| 21 de janeiro de 1968   | Bahia         | 2-0    | Corinthians    | Amistoso               | Fonte Nova        | Salvador         |
| 19 de setembro de 1968  | Corinthians   | 1-0    | Bahia          | Taça de Prata          | Pacaembu          | São Paulo        |
| 17 de setembro de 1969  | Bahia         | 1-3    | Corinthians    | Taça de Prata          | Fonte Nova        | Salvador         |
| 29 de novembro de 1970  | Bahia         | 3-2    | Corinthians    | Taça de Prata          | Batistão          | Aracaju          |
| 23 de janeiro de 1971   | Bahia         | 3-1    | Corinthians    | Amistoso               | Carneirão         | Alagoinhas       |
| 26 de setembro de 1971  | Bahia         | 1-2    | Corinthians    | Brasileirão            | Fonte Nova        | Salvador         |
| 6 de fevereiro de 1972  | Bahia         | 0-1    | Corinthians    | Torneio do Povo        | Fonte Nova        | Salvador         |
| 29 de novembro de 1972  | Corinthians   | 3-1    | Bahia          | Brasileirão            | Pacaembu          | São Paulo        |
| 13 de fevereiro de 1973 | Bahia         | 1-0    | Corinthians    | Torneio do Povo        | Fonte Nova        | Salvador         |
| 27 de fevereiro de 1973 | Corinthians   | 0-0    | Bahia          | Torneio do Povo        | Palestra Itália   | São Paulo        |
| 3 de outubro de 1973    | Bahia         | 0-1    | Corinthians    | Brasileirão            | Fonte Nova        | Salvador         |
| 12 de janeiro de 1974   | Corinthians   | 2-2    | Bahia          | Brasileirão            | Pacaembu          | São Paulo        |
| 1 de julho de 1978      | Bahia         | 1-0    | Corinthians    | Brasileirão            | Fonte Nova        | Salvador         |
| 27 de fevereiro de 1980 | Bahia         | 2-3    | Corinthians    | Brasileirão            | Fonte Nova        | Salvador         |
| 8 de março de 1981      | Bahia         | 3-0    | Corinthians    | Brasileirão            | Fonte Nova        | Salvador         |
| 21 de março de 1981     | Corinthians   | 0-1    | Bahia          | Brasileirão            | Pacaembu          | São Paulo        |
| 28 de março de 1982     | Bahia         | 1-1    | Corinthians    | Brasileirão            | Fonte Nova        | Salvador         |
| 1 de abril de 1982      | Corinthians   | 5-2    | Bahia          | Brasileirão            | Morumbi           | São Paulo        |
| 16 de março de 1983     | Bahia         | 0-1    | Corinthians    | Brasileirão            | Fonte Nova        | Salvador         |
| 27 de março de 1983     | Corinthians   | 2-0    | Bahia          | Brasileirão            | Morumbi           | São Paulo        |
| 2 de março de 1985      | Corinthians   | 2-0    | Bahia          | Brasileirão            | Morumbi           | São Paulo        |
| 10 de abril de 1985     | Bahia         | 2-0    | Corinthians    | Brasileirão            | Fonte Nova        | Salvador         |
| 28 de outubro de 1987   | Bahia         | 1-1    | Corinthians    | Brasileirão            | Fonte Nova        | Salvador         |
| 25 de agosto de 1988    | Bahia         | 1-1    | Corinthians    | Amistoso               | Fonte Nova        | Salvador         |
| 27 de novembro de 1988  | Bahia         | 2-0    | Corinthians    | Brasileirão            | Fonte Nova        | Salvador         |
| 14 de outubro de 1990   | Corinthians   | 0-0    | Bahia          | Brasileirão            | Pacaembu          | São Paulo        |
| 6 de dezembro de 1990   | Corinthians   | 2-1    | Bahia          | Brasileirão            | Pacaembu          | São Paulo        |
| 9 de dezembro de 1990   | Bahia         | 0-0    | Corinthians    | Brasileirão            | Fonte Nova        | Salvador         |
| 11 de maio de 1991      | Bahia         | 1-1    | Corinthians    | Brasileirão            | Fonte Nova        | Salvador         |
| 6 de abril de 1992      | Bahia         | 0-2    | Corinthians    | Brasileirão            | Fonte Nova        | Salvador         |
| 29 de setembro de 1993  | Bahia         | 1-3    | Corinthians    | Brasileirão            | Fonte Nova        | Salvador         |
| 12 de outubro de 1993   | Corinthians   | 5-1    | Bahia          | Brasileirão            | Pacaembu          | São Paulo        |
| 9 de novembro de 1994   | Corinthians   | 2-2    | Bahia          | Brasileirão            | Pacaembu          | São Paulo        |
| 29 de novembro de 1995  | Bahia         | 2-1    | Corinthians    | Brasileirão            | Fonte Nova        | Salvador         |
| 13 de novembro de 1996  | Corinthians   | 0-0    | Bahia          | Brasileirão            | Brinco de Ouro    | Campinas         |
| 6 de setembro de 1997   | Bahia         | 1-2    | Corinthians    | Brasileirão            | Fonte Nova        | Salvador         |
| 18 de julho de 1998     | Bahia         | 3-2    | Corinthians    | Torneio Maria Quitéria | Fonte Nova        | Salvador         |
| 11 de outubro de 2000   | Bahia         | 2-1    | Corinthians    | Brasileirão            | Fonte Nova        | Salvador         |
| 26 de agosto de 2001    | Bahia         | 1-0    | Corinthians    | Brasileirão            | Fonte Nova        | Salvador         |
| 13 de novembro de 2002  | Bahia         | 0-0    | Corinthians    | Brasileirão            | Fonte Nova        | Salvador         |
| 23 de julho de 2003     | Bahia         | 0-0    | Corinthians    | Brasileirão            | Fonte Nova        | Salvador         |
| 30 de novembro de 2003  | Corinthians   | 1-2    | Bahia          | Brasileirão            | Pacaembu          | São Paulo        |
| 19 de julho de 2008     | Corinthians   | 0-1    | Bahia          | Série B                | Pacaembu          | São Paulo        |
| 18 de outubro de 2008   | Bahia         | 0-3    | Corinthians    | Série B                | Alberto Oliveira  | Feira de Santana |
| 29 de junho de 2011     | Bahia         | 0-1    | Corinthians    | Brasileirão            | Pituaçu           | Salvador         |
| 25 de setembro de 2011  | Corinthians   | 1-0    | Bahia          | Brasileirão            | Pacaembu          | São Paulo        |
| 29 de julho de 2012     | Bahia         | 0-0    | Corinthians    | Brasileirão            | Pituaçu           | Salvador         |
| 20 de outubro de 2012   | Corinthians   | 1-1    | Bahia          | Brasileirão            | Pacaembu          | São Paulo        |
| 7 de julho de 2013      | Bahia         | 0-2    | Corinthians    | Brasileirão            | Fonte Luminosa    | Araraquara       |
| 2 de outubro de 2013    | Corinthians   | 2-0    | Bahia          | Brasileirão            | Vail Chaves       | Mogi Mirim       |
| 23 de julho de 2014     | Corinthians   | 3-0    | Bahia          | Copa do Brasil         | Neo Química Arena | São Paulo        |
| 6 de agosto de 2014     | Bahia         | 1-0    | Corinthians    | Copa do Brasil         | Fonte Nova        | Salvador         |
| 16 de agosto de 2014    | Corinthians   | 1-1    | Bahia          | Brasileirão            | Neo Química Arena | São Paulo        |
| 16 de novembro de 2014  | Bahia         | 1-2    | Corinthians    | Brasileirão            | Fonte Nova        | Salvador         |
| 22 de junho de 2017     | Corinthians   | 3-0    | Bahia          | Brasileirão            | Neo Química Arena | São Paulo        |
| 15 de outubro de 2017   | Bahia         | 2-0    | Corinthians    | Brasileirão            | Fonte Nova        | Salvador         |
| 13 de junho de 2018     | Bahia         | 1-0    | Corinthians    | Brasileirão            | Fonte Nova        | Salvador         |
| 27 de outubro de 2018   | Corinthians   | 2-1    | Bahia          | Brasileirão            | Neo Química Arena | São Paulo        |
| 28 de abril de 2019     | Bahia         | 3-2    | Corinthians    | Brasileirão            | Fonte Nova        | Salvador         |
| 21 de setembro de 2019  | Corinthians   | 2-1    | Bahia          | Brasileirão            | Neo Química Arena | São Paulo        |
| 16 de setembro de 2020  | Corinthians   | 3-2    | Bahia          | Brasileirão            | Neo Química Arena | São Paulo        |
| 28 de janeiro de 2021   | Bahia         | 2-1    | Corinthians    | Brasileirão            | Fonte Nova        | Salvador         |
| 20 de junho de 2021     | Bahia         | 0-0    | Corinthians    | Brasileirão            | Pituaçu           | Salvador         |
| 5 de outubro de 2021    | Corinthians   | 3-1    | Bahia          | Brasileirão            | Neo Química Arena | São Paulo        |
| 22 de julho de 2023     | Bahia         | 0-0    | Corinthians    | Brasileirão            | Fonte Nova        | Salvador         |
| 24 de novembro de 2023  | Corinthians   | 1-5    | Bahia          | Brasileirão            | Neo Química Arena | São Paulo        |
| 21 de julho de 2024     | Bahia         | 0-1    | Corinthians    | Brasileirão            | Fonte Nova        | Salvador         |
| 3 de dezembro de 2024   | Corinthians   | 3-0    | Bahia          | Brasileirão            | Neo Química Arena | São Paulo        |
| 30 de março de 2025     | Bahia         | 1-1    | Corinthians    | Brasileirão            | Fonte Nova        | Salvador         |

Último confronto
| 30 de Março | Bahia          | 1-1 | Corinthians          | Arena Fonte Nova, Salvador              |
| 20:00       | 45+1' Gilberto |     | 90' Héctor Hernández | Árbitro: MG Bruno Arleu de Araújo (CBF) |

| G            | 22 | Marcos Felipe   |     |     |
| LD           | 13 | Santiago Arias  |     | 59' |
| Z            | 4  | Kanu            | 65' |     |
| Z            | 15 | Victor Cuesta   | 54' | 74' |
| LE           | 46 | Luciano Juba    |     | 60' |
| V            | 6  | Jean Lucas      |     | 81' |
| V            | 10 | Éverton Ribeiro |     |     |
| V            | 19 | Caio Alexandre  | 27' |     |
| M            | 8  | Cauly           |     | 75' |
| A            | 9  | Everaldo        |     |     |
| A            | 16 | Thaciano        |     |     |
| Substitutos: |    |                 |     |     |
| G            | 23 | Adriel          |     |     |
| LD           | 2  | Gilberto        |     | 59' |
| Z            | 31 | Vitor Hugo      |     |     |
| Z            | 33 | David Duarte    |     |     |
| Z            | 44 | Marcos Victor   |     |     |
| LE           | 25 | Iago            |     | 60' |
| V            | 5  | Rezende         |     | 74' |
| V            | 20 | Yago Felipe     |     |     |
| M            | 14 | Carlos de Pena  |     | 75' |
| A            | 7  | Ademir          |     | 81' |
| A            | 11 | Biel            | 37' |     |
| A            | 21 | Rafael Ratão    |     |     |
| Técnico:     |    |                 |     |     |
| Rogério Ceni |    |                 |     |     |

| G            | 1  | Hugo Souza       |       |     |
| LD           | 2  | Matheuzinho      |       | 90' |
| Z            | 3  | Félix Torres     |       |     |
| Z            | 5  | André Ramalho    | 90+2' |     |
| Z            | 25 | Cacá             |       |     |
| LE           | 46 | Hugo             |       | 71' |
| V            | 37 | Ryan             | 36'   | 63' |
| V            | 80 | Alex Santana     | 90+4' |     |
| M            | 10 | Rodrigo Garro    |       | 71' |
| A            | 9  | Yuri Alberto     |       |     |
| A            | 11 | Ángel Romero     |       | 71' |
| Substitutos: |    |                  |       |     |
| G            | 32 | Matheus Donelli  |       |     |
| LD           | 23 | Fágner           |       | 90' |
| Z            | 13 | Gustavo Henrique | 39'   |     |
| Z            | 47 | João Pedro       |       |     |
| LE           | 21 | Matheus Bidu     |       | 71' |
| V            | 27 | Breno Bidon      |       | 63' |
| M            | 26 | Guilherme Biro   |       |     |
| M            | 30 | Matheus Araújo   |       |     |
| A            | 16 | Pedro Henrique   |       |     |
| A            | 17 | Giovane          |       | 71' |
| A            | 20 | Pedro Raul       |       |     |
| A            | 36 | Wesley           |       | 71' |
| Técnico:     |    |                  |       |     |
| Ramón Díaz   |    |                  |       |     |